# Семеновский сельский совет (Харьковская область)
Семеновский сельский совет — входит в состав Шевченковского района Харьковской области Украины.
Административный центр сельского совета находится в селе Семеновка.

## История
- 1920 — дата образования.

## Населённые пункты совета
- село Семеновка
- село Богодаровка
- село Новый Лиман
- село Новостепановка